# Thoris sexguttata
Thoris sexguttata là một loài bọ cánh cứng trong họ Cerambycidae.